# Polycyathus fuscomarginatus
Polycyathus fuscomarginatus är en korallart som först beskrevs av Carl Benjamin Klunzinger 1879.  Polycyathus fuscomarginatus ingår i släktet Polycyathus och familjen Caryophylliidae.
Artens utbredningsområde är Indiska oceanen. Inga underarter finns listade i Catalogue of Life.